# نام پسامرگ
نام پسامَرگ (در چینی: 諡號/謚號) نامی افتخاری است که بنا به رسم و عادت در کشورهای خاور دور به پادشاهان و دیگر افراد مهم پس از مرگشان داده می‌شود. برای نمونه در چین به سیاست‌مدار و رهبرانقلابی سون‌یات‌سن پس از مرگش لقب (國父 تلفظ: گُئوفو) به معنی «پدر کشور» داده شده است.